# Federico Munerati
Federico Munerati (16. říjen 1901, La Spezia Italské království – 26. červenec 1980, Chiavari Itálie) byl italský fotbalový útočník a později i trenér.
Hrát fotbal začal ve svém rodném městě v řadách Virtus Spezia a pak se přestěhoval do v 21 letech do Novary. Po dvou sezonách odešel do Juventusu kde zůstal deset let. V dresu Bianconeri vyhrál čtyři tituly (1925/26, 1930/31, 1931/32, 1932/33). Poté odešel do Sampierdarenese, kde se stal vítězem druhé ligy. Po jedné sezoně se rozhodl odejít a přestoupil do Pistoiese. Tam zůstal taky jednu sezonu a odešel kariéru dohrát do Biellese kde působil jako hrající trenér.
Za reprezentaci odehrál 4 utkání. Největší úspěch bylo vítězství v turnaji o MP 1927-1930.
Po fotbalové kariéře se stal trenérem. První klub který vedl bylo Biellese v roce 1935. Velký trenérský úspěch zaznamenal v sezoně 1940/41 kdy se ujal lavičky Juventusu po zesnulém Caligarisovi.

## Hráčská statistika
| Sezóna  | Klub            | Liga      | Liga   | Liga | Ligové poháry | Ligové poháry | Ligové poháry | Kontinentální poháry | Kontinentální poháry | Kontinentální poháry | Celkem | Celkem |
| Sezóna  | Klub            | Soutěž    | Zápasy | Góly | Soutěž        | Zápasy        | Góly          | Soutěž               | Zápasy               | Góly                 | Zápasy | Góly   |
| ------- | --------------- | --------- | ------ | ---- | ------------- | ------------- | ------------- | -------------------- | -------------------- | -------------------- | ------ | ------ |
| 1921/22 | Novara          | 1. Divize | 3      | 1    | -             | 0             | 0             | -                    | 0                    | 0                    | 3      | 1      |
| 1922/23 | Novara          | 1. Divize | 12     | 6    | -             | 0             | 0             | -                    | 0                    | 0                    | 12     | 6      |
| 1923/24 | Juventus        | 1. Divize | 20     | 9    | -             | 0             | 0             | -                    | 0                    | 0                    | 20     | 9      |
| 1924/25 | Juventus        | 1. Divize | 23     | 14   | -             | 0             | 0             | -                    | 0                    | 0                    | 23     | 14     |
| 1925/26 | Juventus        | 1. Divize | 22     | 12   | -             | 0             | 0             | -                    | 0                    | 0                    | 22     | 12     |
| 1926/27 | Juventus        | 1. Divize | 26     | 11   | -             | 0             | 0             | -                    | 0                    | 0                    | 26     | 11     |
| 1927/28 | Juventus        | 1. Divize | 30     | 11   | -             | 0             | 0             | -                    | 0                    | 0                    | 30     | 11     |
| 1928/29 | Juventus        | 1. Divize | 21     | 15   | -             | 0             | 0             | Stř.P                | 2                    | 1                    | 23     | 16     |
| 1929/30 | Juventus        | Serie A   | 30     | 14   | -             | 0             | 0             | -                    | 0                    | 0                    | 30     | 14     |
| 1930/31 | Juventus        | Serie A   | 33     | 14   | -             | 0             | 0             | -                    | 0                    | 0                    | 33     | 14     |
| 1931/32 | Juventus        | Serie A   | 33     | 14   | -             | 0             | 0             | Stř.P                | 2                    | 1                    | 35     | 15     |
| 1932/33 | Juventus        | Serie A   | 13     | 3    | -             | 0             | 0             | -                    | 0                    | 0                    | 13     | 3      |
| 1933/34 | Sampierdarenese | Serie B   | 31     | 7    | -             | 0             | 0             | -                    | 0                    | 0                    | 31     | 7      |
| 1934/35 | Pistoiese       | Serie B   | 14     | 2    | -             | 0             | 0             | -                    | 0                    | 0                    | 14     | 2      |
| Celkem  | Celkem          | Celkem    | 311    | 133  | -             | 0             | 0             | -                    | 4                    | 2                    | 315    | 135    |

## Hráčské úspěchy

### Klubové
- 4× vítěz italské ligy (1925/26, 1930/31, 1931/32, 1932/33)

### Reprezentační
- 1x na MP (1927-1930 - zlato)